# Dolomedes angustus
Dolomedes angustus är en spindelart som först beskrevs av Tord Tamerlan Teodor Thorell 1899.  Dolomedes angustus ingår i släktet Dolomedes och familjen vårdnätsspindlar.
Artens utbredningsområde är Kamerun. Inga underarter finns listade i Catalogue of Life.